# Departamento de Guainía
Koordinaten: 2° 48′ N, 68° 48′ W
Das Departamento de Guainía ist ein Departamento im Osten Kolumbiens.
Es grenzt im Osten an Venezuela und im Süden an Brasilien, im Westen an die Departamentos Vaupés und Guaviare und nördlich liegt Vichada.
Die Wirtschaft ist wenig ausgeprägt. Es gibt neben der Landwirtschaft noch Fischfang, Jagd und Viehhaltung sowie in den bergigen Bereichen an den Grenzen zu Venezuela und Brasilien Gold- und Diamantenvorkommen.
Guainía hat eine mehrheitlich indigene Bevölkerung, die verschiedenen Völkern angehören.

## Administrative Unterteilung
Das Departamento de Guainía besteht aufgrund der geringen Besiedelung aus zwei Gemeinden (Municipio) und sechs Ämtern („Corregimientos Departamentales“ gekennzeichnet mit CD am Ende). Die Ämter sind durch das Fehlen städtischer Strukturen gekennzeichnet. Im Folgenden verzeichnet sind die zwei Gemeinden und die sechs Ämter mit ihrer Gesamteinwohnerzahl aus der Volkszählung des kolumbianischen Statistikamtes DANE aus dem Jahr 2018, hochgerechnet für das Jahr 2022.
| Gemeinde           | Einwohnerzahl 2022 |
| ------------------ | ------------------ |
| Barrancominas      | 9.131              |
| Cacahual CD        | 911                |
| Inírida            | 34.963             |
| La Guadalupe CD    | 299                |
| Morichal CD        | 970                |
| Pana Pana CD       | 2.028              |
| Puerto Colombia CD | 2.001              |
| San Felipe CD      | 1.758              |